# Llista de consorts del Regne de Mallorca
Aquesta és una llista de les reines consorts del Regne de Mallorca.

## Casal d'Aragó
| Imatge | Nom                                | Pare                                | Naixement | Casament             | Esdevingué consort             | Cessà de ser consort                    | Mort                        | Espòs                       |
| ------ | ---------------------------------- | ----------------------------------- | --------- | -------------------- | ------------------------------ | --------------------------------------- | --------------------------- | --------------------------- |
|        | Violant d'Hongria                  | Andreu II d'Hongria (Àrpád)         | 1215/6    | 8 setembre 1235      | 8 setembre 1235                | 12 octubre 1251                         | 12 octubre 1251             | Jaume I el Conqueridor      |
|        | Esclarmonda de Foix i de Cardona   | Roger IV de Foix (Foix)             | 1250-60   | 1272/12 octubre 1275 | 1272/12 octubre 1275           | 1285 Annexió de Mallorca                | després 22 novembre 1299    | Jaume II el Bon Rei         |
|        | Elionor d'Anglaterra i de Castella | Eduard I d'Anglaterra (Plantagenet) | 1269      | 15 agost 1282        | 1285 Accés del marit           | 18 juny 1291 Mort del marit             | 29 agost 1298               | Alfons III d'Aragó el Franc |
|        | Isabel de Castella i de Molina     | Sanç IV de Castella (Anscarici)     | 1283      | 1 desembre 1291      | 1 desembre 1291                | 25 abril 1295 Matrimoni anul·lat        | 24 juliol 1328              | Jaume II d'Aragó el Just    |
|        | Esclarmonda de Foix i de Cardona   | Roger IV de Foix (Foix)             | 1250-60   | 1272/12 octubre 1275 | 20 juny 1295 Retorn a Mallorca | després 22 novembre 1299                | després 22 novembre 1299    | Jaume II el Bon Rei         |
|        | Maria de Nàpols                    | Carles II de Nàpols (Anjou-Sicília) | 1290      | 1309                 | 29 maig 1311 Accés del marit   | 4 setembre 1324 Mort del marit          | final abril 1346/gener 1347 | Sanç I el Pacífic           |
|        | Constança d'Aragó i d'Entença      | Alfons IV d'Aragó (Barcelona)       | 1318      | 24 setembre 1336     | 24 setembre 1336               | 1344 Reincorporació a la Corona d'Aragó | 1346                        | Jaume III el Temerari       |

## Consideracions

### Teresa Gil de Vidaure
Teresa Gil de Vidaure no va ser formalment coronada reina consort, però la seva relació amb Jaume I i el reconeixement dels seus fills legitimen parcialment aquest rol. La promesa de matrimoni que li va fer el monarca, considerada vinculant en aquell temps, i el seu paper públic com a consort en la gestió d'assumptes polítics i territorials reforcen aquesta percepció. Tanmateix, l'absència d'un matrimoni consagrat per l'Església, el posterior repudi per part del rei, i el fet que Jaume I no la considerés ni reina ni esposa, fa que el seu estatus es limiti a un reconeixement de facto.

### Violant de Vilaragut
Violant de Vilaragut, va ser la segona esposa de Jaume III de Mallorca, amb qui es casà el 10 de novembre de 1347 després de la mort de la seva primera muller, Constança d'Aragó i d'Entença. Filla de Berenguer de Vilaragut i de Saura de Mallorca, una filla il·legítima de Jaume II de Mallorca, Violant era cosina de Jaume III. Durant els tres anys que ostentà el títol de reina de Mallorca, el seu marit lluitava per recuperar el regne perdut davant Pere IV d'Aragó. Després de la derrota i mort de Jaume III a la batalla de Llucmajor el 1349, Violant i els fills del rei foren capturats per Pere el Cerimoniós i ella fou alliberada gràcies a les gestions del papa Climent VI i del rei Joan II de França.

### Joana I de Nàpols
Joana I de Nàpols i Jaume IV de Mallorca, fill de Jaume III,  es casaren el 1363, després que Jaume escapés del captiveri al Castell Nou de Barcelona. Joana, vídua dues vegades i reina de Nàpols, concedí a Jaume el títol de duc de Calàbria. Tot i el matrimoni, Jaume abandonà Joana i marxà a Anglaterra, on fou rebut pel rei Eduard III. Participà en la batalla de Nájera, on fou capturat per Enric de Trastàmara i empresonat al castell de Curiel. Joana intercedí per la seva alliberació, pagant un rescat considerable el 1370. Tot i això, Jaume no tornà a Nàpols i acabà morint el 1375.

### Conrad von Reichach
El 1374, Elisabet de Mallorca, ja vídua, acompanyà el seu germà Jaume IV en un intent frustrat de recuperar el Regne de Mallorca. Quan ell morí el 1375, la declarà hereva de la corona de Mallorca. Elisabet es traslladà a França i cap al 1375, es casà secretament amb Conrad von Reichach zu Jungnau, amb qui tingué un fill.